# Anton Pallavicini
Anton Pallavicini (ungarisch Pallavicini Antal; * 30. Juli 1922 in Budapest; † 10. Dezember 1957 ebenda) war ein ungarischer Offizier, der während des Ungarischen Volksaufstands 1956 eine entscheidende Rolle bei der Freilassung des Primas von Ungarn, Kardinal József Mindszenty, einnahm. Er war Angehöriger der Adelsfamilie Pallavicini.

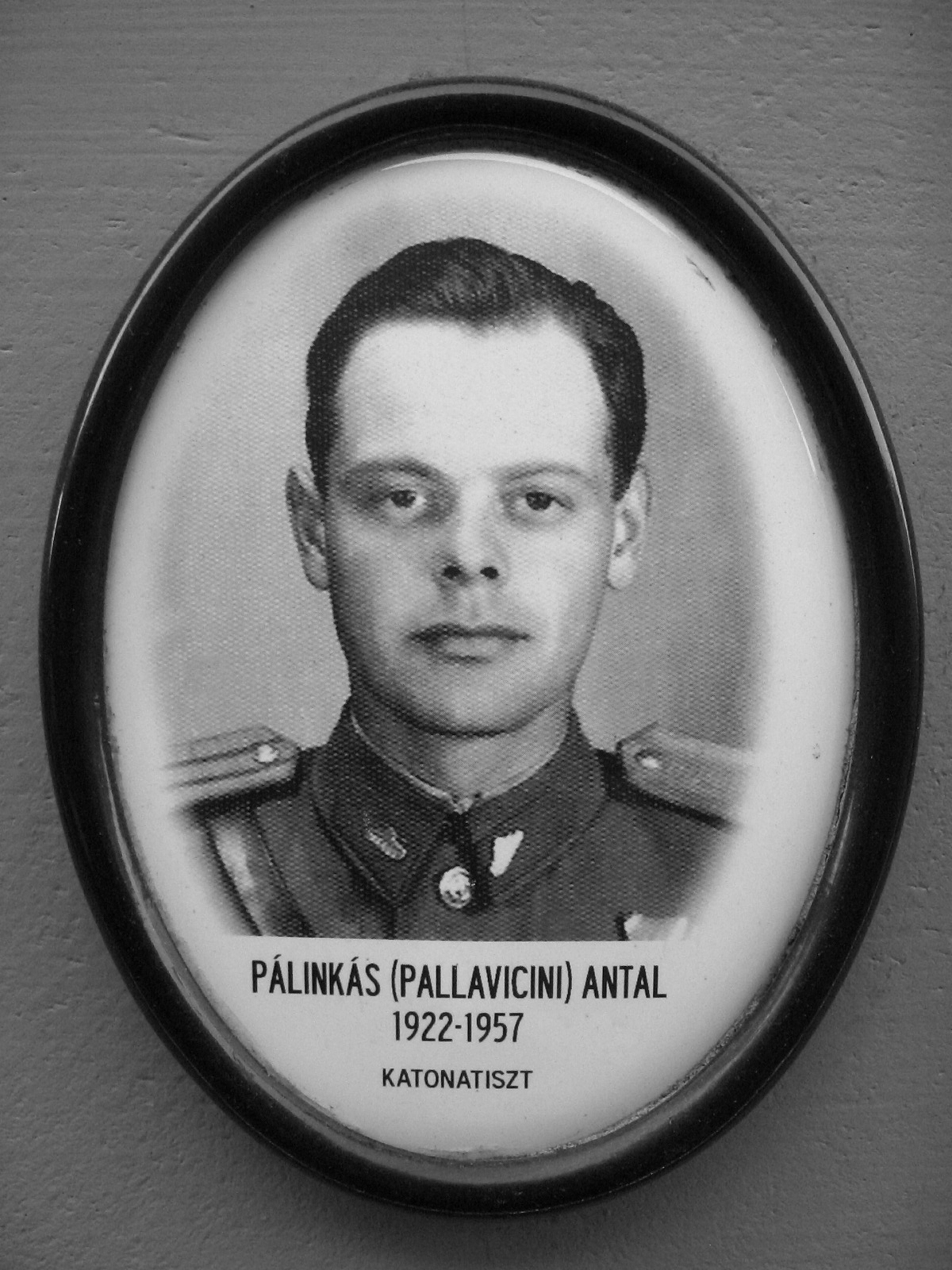
Anton Pallavicini

## Leben

### Herkunft und frühe Jahre
Anton (ungarisch Antal) Pallavicini wurde als jüngster Sohn des ungarischen Markgrafen György Pallavicini (* 1881, † 1946) und dessen Ehefrau, der Gräfin Barbara Andrássy (* 1890, † 1968) geboren. Er war ein Urenkel des ungarischen Politikers Gyula Andrássy, der den Posten des Außenministers in Österreich-Ungarn innehatte. Der Vater, Markgraf György war Abgeordneter im Ungarischen Reichstag. Die Pallavicinis waren, ähnlich wie die Andrássys, eine konservative Adelsfamilie, in welcher die Politik immer eine große Rolle spielte. Die Familie war sehr wohlhabend und besaß zahlreiche Güter im damaligen Königreich Ungarn.
Anton entschloss sich für die Militärlaufbahn und besuchte ab 1940 die ungarische Militärakademie Ludoviceum, die er 1943 im Rang eines Leutnants abschloss. Er trat freiwillig in die Königlich Ungarische Honvédarmee ein und beteiligte sich am Zweiten Weltkrieg. Nach der Besetzung Ungarns durch deutsche Truppen im Jahre 1944 ging er in den Widerstand und schloss sich der Gruppe Magyar Front (Ungarische Front) an. Bei Temeschburg wurde er von der Roten Armee gefangen genommen und kam in sowjetische Kriegsgefangenschaft. Im Februar 1946 wurde er aus der Kriegsgefangenschaft entlassen und kam zurück nach Ungarn. Nach erfolgreicher politischer Kaderüberprüfung durfte er in der ungarischen Armee verbleiben.
Im Jahre 1947 trat Pallavicini der Ungarischen Kommunistischen Partei bei. Für seine antifaschistische Tätigkeit wurde er mit der Ungarischen Freiheitsmedaille (ung. Magyar Szabadság Érdemrend) ausgezeichnet. Wegen seiner adeligen Herkunft genoss er jedoch nicht das Vertrauen der kommunistischen Machthaber Ungarns. Deshalb legte er sein Adelsprädikat ab und änderte im Jahre 1951 seinen Namen auf "Pálinkás". Mit der Familie Pallavicini brach er jeglichen Kontakt ab. In den Tagebucheintragungen seiner Mutter wird er nur an einer Stelle erwähnt, als Barbara Andrássy versucht ihm vor ihrer Auswanderung nach Italien einen Abschiedsbrief zukommen zu lassen. Trotzdem wurde Pálinkás wegen seiner aristokratischen Herkunft im Jahre 1954 aus der Partei ausgeschlossen.
Im Jahre 1955 wurde Pallavicini in die Garnison nach Rétság versetzt, wo er als Major Ausbilder im dortigen Panzerregiment war. 

### Zeit des Ungarischen Volksaufstandes, Verurteilung und Tod
Nach dem Ausbruch des Aufstandes wurde Pallavicini am 30. Oktober 1956 zum Vorsitzenden des "Revolutionären Militärkomitees" in Rétság gewählt.
In jener Zeit wurde der Primas von Ungarn, József Kardinal Mindszenty, der bereits seit dem 26. Dezember 1948 Gefangener des kommunistischen Regimes in Ungarn war, im Hausarrest im Einzelhaft in ungarischen Almásy-Schlösschen in Felsőpetény gefangen gehalten.
Am 28. Oktober 1956 erschien vor dem Schlösschen eine Gruppe von etwa zweihundert Revolutionären, die die Freilassung Kardinal Mindszentys forderten. Innerhalb der kommenden zwei Tage spitzte sich die Situation dermaßen zu, dass der für die Gefangenschaft verantwortliche Agent der kommunistischen Staatsschutzbehörde Államvédelmi Hatóság (ÁVH) dem Drohen der Massen nachgab und die Verantwortung für Mindszenty der Ortsverwaltung von Felsőpetény übertrug. János Janecskó, Vorsitzender der revolutionären Dorfgemeinschaft wandte sich in seiner Not an die nahegelegene Garnison von Rétság und bat um Instruktionen, wie er im Fall Mindszenty weiter verfahren solle.
Anton Pallavicini ordnete – nach Rücksprache mit dem Büro des Ministerpräsidenten in Budapest an, Mindszenty solle vorerst in die Kaserne von Rétság gebracht und am kommenden Tag nach Budapest überstellt werden. Hier fand auch die erste Zusammenkunft zwischen Kardinal Mindszenty und Anton Pallavicini alias Pálinkás statt. Der Kardinal war, wie er in seinen Memoiren berichtet von dem ausgezeichneten Benehmen und den guten Manieren des Majors sehr beeindruckt. Trotz des Aliasnamens "Pálinkás" war ihm durchaus bewusst, das ein Aristokrat alter Schule vor ihm stand.
Der damalige Staatsminister (der Regierung Imre Nagy) Zoltán Tildy ordnete an, dass Kardinal Mindszenty am kommenden Tag – also am 31. Oktober 1956 nach Budapest gebracht werden sollte. Für die Sicherheit des Kardinals war Anton Pallavicini verantwortlich, welcher Mindszenty auch nach Budapest begleitete. Danach kehrte er in die Kaserne von Rétság zurück. Hier ereilte ihm auch der Einmarsch der sowjetischen Besatzer. Angesicht der ausweglosen Situation kapitulierten die Insassen der Kaserne und beugten sich den Willen der Sowjets.

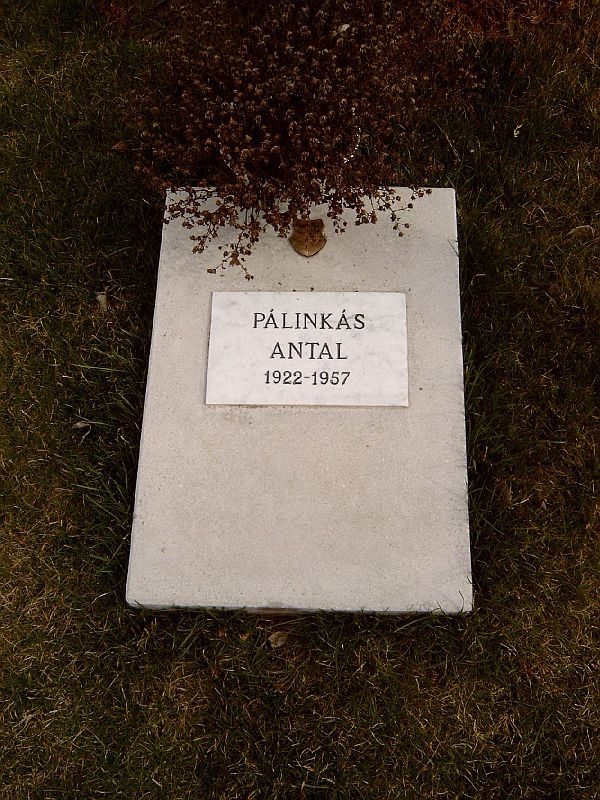
Der Grabstein des Grafen Anton Pallavicini auf der Parzelle 301 im Budapester Neuen allgemeinen Friedhof

Kurz nach der Niederschlagung des Volksaufstandes erschien bereits am 25. November 1956 in dem kommunistischen Parteiorgan der MSZMP Népszabadság ein sehr polemischer Artikel, in dem Pallavicinis Vergangenheit als ehemaliger "Horthy Honvéd-Offizier" kritisiert wurde, der seine "Maske fallen ließ" und sein wahres Gesicht zeigte, in der Absicht die Ungarische Volksdemokratie abzuschaffen. Zu diesem Zeitpunkt hätte Pallavicini noch die Möglichkeit gehabt in den Westen zu emigrieren. Er tat es jedoch nicht. Am 3. Dezember 1956 erschien in der Garnison eine Untersuchungskommission. Pallavicini wurde (Januar 1957) aus der Armee entlassen und am 25. Dezember 1956 in Gefangenschaft gesetzt, danach jedoch wieder frei gelassen. Danach arbeitete Pallavicini kurze Zeit als LKW-Fahrer.
Am 6. Februar 1957 wurde er erneut verhaftet. Seine Verdienste wurden nicht gewürdigt. Er wurde vom Obersten Militärgericht am 11. November 1957 zum Tode durch den Strang verurteilt. Ein Gnadengesuch wurde abgelehnt. Das Urteil wurde am 10. Dezember 1957 im Staatsgefängnis in Budapest vollstreckt. Sein Leichnam wurde im Neuen allgemeinen Friedhof (ung. Új köztemető) namenlos verscharrt.

## Nachwelt
Nach den Revolutionen im Jahr 1989 und der resultierenden politischen Wende (ung. Rendszerváltás) in Ungarn wurde Anton Pallavicini im gleichen Jahr rehabilitiert und postum zum Oberst befördert. Sein Grab im Budapester Neuen Gemeindefriedhof (Parzelle 301) konnte identifiziert und wurde mit einem schlichten Grabstein versehen. In Rétság erinnert ein Denkmalensemble an seine Rolle bei der Befreiung von Kardinal József Mindszenty. Es zeigt Pallavicini und den Kardinal in symbolischer Darstellung und wurde vom Bildhauer János Babusa geschaffen.

## Familie
Anton Pallavicini war zweimal verheiratet
- Am 24. Mai 1947 heiratete er Judit Székely (* 1924; † 1999). Aus der Ehe ging ein Sohn hervor, András (* 1948), der später als Andreas Pallavicini bekannt wurde. Die Ehe wurde 1952 geschieden.
- 1953 heiratete er Ilona Dudás (* 1931). Aus dieser Verbindung stammt eine Tochter, Borbála (* 1954), die unter dem Namen Barbara Pallavicini in Budapest lebt.